# Xu Xingzhi
Xu Xingzhi (chinois simplifié : 许幸之 ; chinois traditionnel : 許幸之 ; pinyin : xǔ xìngzhī), né le 5 avril 1904 à Yangzhou (province du Jiangsu) et mort le 11 décembre 1991 à Pékin, est un peintre chinois.
Il a été à la tête du centre de recherche de théorie de l'art de l'Académie centrale des beaux-arts de Chine à partir de 1954.
C'est également un réalisateur qui a réalisé deux films en Enfants de Chine 风云儿女 1935 et Haishang fengbao 海上风暴 en 1950.

## Films
- 16 mai 1935 : 风云儿女, traduit en anglais par Children of Trouble Time[4]
- Décembre 1950 : 海上风暴, traduit en anglais par The Storme over the Red Sea[5]